# Ptychadena superciliaris
Ptychadena superciliaris és una espècie de granota que viu a Costa d'Ivori, Ghana, Guinea, Libèria i Sierra Leona.
Està amenaçada d'extinció per la pèrdua del seu hàbitat natural.